# Christian Benítez
Christian Rogelio „Chucho“ Benítez Betancourt (* 1. Mai 1986 in Quito; † 29. Juli 2013 in Katar) war ein ecuadorianischer Fußballspieler, der auf der Position des Stürmers spielte. 

## Karriere

### Verein
„Chucho“ Benítez wurde als Sohn des erfolgreichen ecuadorianischen Nationalstürmers Ermen Benítez geboren. Er trat 1997 dem CD El Nacional aus der Hauptstadt Quito bei und spielte dort in den Jugendmannschaften. Am 29. Februar 2004 gab er sein Erstligadebüt und setzte sich in der Saison 2005 als Stammspieler durch. Mit sieben Toren trug er zum Meistertitel für El Nacional im Saisonfinale bei (2005 gab es in Ecuador in jedem Halbjahr einen Meistertitel) und war auch 2006 eine feste Größe im Team, mit dem er erneut die Meisterschaft (diesmal der gesamten Saison) gewann. Im zweiten Halbjahr 2007 wechselte er zu Santos Laguna nach Mexiko. Hier wurde er Meister des Clausura-Turniers 2008. Zur Rückrundenmeisterschaft steuerte er selbst zehn Tore bei. Im Jahr 2008 wurde er zum besten Spieler der Primera División gewählt. Im Juli 2009 wechselte er wie sein Landsmann Giovanny Espinoza auf Leihbasis zu Birmingham City in die englische Premier League. 
Im Juli 2013 wechselte Benítez für eine Ablöse von rund zwölf Millionen Euro zum katarischen Erstligisten al-Jaish. Er starb am 29. Juli 2013 in Katar, noch bevor er erstmals für den Verein auflaufen konnte. Todesursache soll eine außer Kontrolle geratene Blinddarm- und Bauchfellentzündung gewesen sein. Er wurde mit starken Unterleibsschmerzen in ein Krankenhaus eingeliefert und erlag dort einem Herzstillstand.

### Nationalmannschaft
Auch für die ecuadorianische Nationalmannschaft wurde Christian Benítez 2005 entdeckt, wo er am 17. August sein Debüt gab, nachdem er schon erfolgreich durch die Jugendauswahlmannschaften gegangen war. Dass auf ihn für die Zukunft gesetzt wurde, zeigte auch seine überraschende Nominierung für das Aufgebot Ecuadors bei der Weltmeisterschaft 2006 in Deutschland. Mit 20 Jahren war er der jüngste WM-Spieler seines Landes und absolvierte ein WM-Spiel (die zweite Halbzeit im dritten Gruppenspiel gegen Deutschland). Im ersten Länderspiel Ecuadors nach der Weltmeisterschaft, einem Freundschaftsspiel am 7. September 2006 im Giants Stadium gegen Peru, erzielte er sein erstes Länderspieltor zum zwischenzeitlichen 1:0 (Endstand 1:1). 2007 nahm er am Turnier um die Copa América teil und erzielte ein Tor bei der 2:3-Niederlage im ersten Vorrundenspiel gegen Chile.

## Erfolge
- Ecuadorianischer Meister: 2005 (Clausura), 2006
- Mexikanischer Meister: 2008 (Clausura), 2013 (Clausura)